# HAL Investments
 (juillet 2022).
HAL Holding N.V., est une société d'investissement internationale cotée à la Bourse d'Amsterdam via HAL Trust. HAL dispose d'un portefeuille diversifié d'entreprises actives au niveau international. Sa valeur liquidative s'élevait à 13,5 milliards d'euros au 30 juin 2021.

## Histoire
L'histoire de HAL remonte à 1873, lorsque la Nederlandsch-Amerikaansche Stoomvaartmaatschappij (N.A.S.M.) a été fondée à Rotterdam. Il a ensuite été rebaptisé Holland Amerika Line (HAL) et les dernières activités d'expédition ont été vendues en 1989. Avec ce produit, HAL Investments a commencé ses activités d'investissement[réf. nécessaire].

### Actionnaires
- Coolblue (49%) - Magasins d'électronique[1].

- Vopak - Pétrole[réf. nécessaire].

- FD Mediagroep - Groupe de média